# 菲奇灣
60°45′S 44°29′W / 60.750°S 44.483°W
菲奇灣是南極洲的海灣，位於南奧克尼群島的勞里島南部，處於鄧達斯角和惠特森角之間，該海灣在1903年由蘇格蘭的探險隊繪入地圖。